# Men in Green Faces
Men in Green Faces è un romanzo di guerra scritto e pubblicato nel 1992 da Gene Wentz, ex-soldato dei Navy SEALs reduce della guerra del Vietnam.

## Trama
Gene Michaels è un giovane soldato dei Navy SEALs di fede cristiana che, prima di partecipare a un'operazione di 180 giorni nel delta del Mekong durante la guerra del Vietnam, spera di sopravvivere per tornare a casa in America e rivedere sua moglie, che è in attesa di un figlio.
Assieme ad uno squadrone di assaltatori, Gene viene così affidato il compito di infiltrarsi nella giungla nei pressi del delta del Mekong per catturare vivo Nguyen, un terribile colonnello nordvietnamita responsabile di alcuni atroci massacri avvenuti in alcuni villaggi sudvietnamiti.
Durante l'operazione Gene, portando con sé una mitragliatrice M60 e una Bibbia, rimane coinvolto con i suoi assaltatori in terribili scontri a fuoco con l'esercito nordvietnamita e con i vietcong, perdendo di conseguenza un suo commilitone. Nonostante ciò Gene non si rassegna di portare a termine la sua operazione per uccidere Nguyen, perché secondo lui Dio lo tiene in vita proprio per questa ragione.
Inizia così una lunga odissea per rintracciare il colonnello Nguyen tra imboscate e sanguinari scontri a fuoco.

## Personaggi
- Gene Michaels
- Willie
- Eagle
- Doc
- Tong
- Colonnello Nguyen